# Q'ero taki
El Q'ero taki, Inka taki o también llamado canto q'ero es una música vernacular peruana propia de la «nación q'ero» que se ubica en el departamento del Cuzco, Perú.  Esta música se divide en dos vertientes que son el «Pukllay Taki» y el «Animal Taki».
El «Q'ero Taki» fue declarado Patrimonio Cultural de la Nación en el Perú por el Instituto Nacional de Cultura el 23 de marzo del 2011, por considerarla una de las representaciones culturales que mejor plasma la cosmovisión de la nación q'ero, así como su historia y espiritualidad.

## Entorno geocultural
El grupo etnocultural q'ero se autodenomina nación q'ero, y se ubica en la provincia de Paucartambo y la componen alrededor de 628 familias distribuidas en los poblados de Hatun Q'ero, Q'ero Totorani, Marcachea, Japu, Quico, Kallakancha, Ccachupata y Pucara. Este grupo habita territorios entre los 1800 y 4500 m s.n.m., en un entorno aislado de las grandes ciudades, este aislamiento ha contribuido en la conservación de la identidad sociocultural y étnica muy particular en los andes peruanos. Es así que este grupo étnico mantiene vigente una gran cantidad de tradiciones como la confección de sus prendas, medicina tradicional, prácticas musicales, entre otros.

## Pukllay Taki
En idioma Quechuwa pukllay quiere decir jugar (es un verbo) y taki quiere decir canto. 
Efectivamente en el año inkaico compuesto de varias temporadas, que no se calculan como los meses que conocemos en el calendario gregoriano hay la temporada del JUEGO, que se transformó, por la adaptación del calendario católico, en la temporada de los carnavales. Tanto los carnavales, tal que lo conocemos empezando antes del carisma, los Pukllay, existían más antes de los Inkas, jugados en las culturas andina Quechuwas y Aymaras. El pullay Taki es jugar cantando. Efectivamente en estos juegos por ejemplo hay formas como la Qhachuwas, que son provocaciones de mujeres a hombres, cantadas de copla a coplas, intercalado las mujeres y los hombres, eso en la comunidades andina Quechuwas. Y por otro ejemplo un otro Pukllay que es el Takipayanaukuy, que son payasadas, canciones chistosas de burlas.  Notaremos que el Pukllay es también en relación a los carnavales, una forma musical practicada todavía ahora en TARABUCO Bolivia (Claudio.c 21/04/2019). El «pukllay taki» o también denominadas «canciones de carnaval» tienen como característica la narración de sucesos históricos y tradicionales dentro de la comunidad; y se interpretan durante las fiestas del carnaval, que es la fecha más importante del calendario festivo de la «nación Q'ero». El «pukllay taki» es cantado únicamente por mujeres acompañadas de un grupo de varones que ejecutan un instrumento de viento conocido como «pinkuyllu». Este canto representa la cosmovisión del mundo andino yanantin o «dualidad complementaria» que se encuentra presente desde épocas pre-incaicas y pervive en diversas comunidades andinas.

## Animal Taki
El «animal taki» se ejecuta durante los ritos de fecundidad del ganado. Cada animal tiene su propio canto asociado a su vez a un apu y un rito de fertilidad específico. Estos cantos se realizan para asegurar el bienestar del ganado y la comunidad.